# Willy Sagnol
William Sagnol (* 18. března 1977, Saint-Étienne, Francie) je bývalý francouzský fotbalový obránce a reprezentant, který strávil podstatnou část své kariéry v německém velkoklubu Bayern Mnichov.

## Klubová kariéra
Z klubu AS Saint-Étienne, kde strávil vydařené dva roky, odešel v roce 1997 do ambiciozního AS Monaco, kde poprvé okusil úspěch - vítězství v Ligue 1 (1999/00). Jeho excelentní forma jej vynesla až do národního týmu, ačkoli jej zpočátku trenér Les Bleus Roger Lemerre přehlížel.
V létě 2000 následoval přestup do prestižního německého gigantu Bayern Mnichov. Netrvalo dlouho a Sagnol se stal důležitým členem A-týmu a potvrzoval zde svou reputaci jednoho z nejlepších krajních obránců své generace. Mimo výbornou defensivní práci dokázal podél pomezní čáry podporovat útočné akce a rozdávat velmi přesné pasy. S bavorským velkoklubem vyhrál německou Bundesligu v letech 2001, 2003, 2005, 2006 a 2008, DFB-Pokal v letech 2003, 2005, 2006, and 2008 a Ligu mistrů v sezóně 2000/01.
1. února 2009 ukončil aktivní kariéru kvůli přetrvávajícím problémům s Achillovou šlachou.

## Reprezentační kariéra
Sagnol se zúčastnil Mistrovství světa hráčů do 20 let 1997 v Malajsii, kde Francie vypadla ve čtvrtfinále s Uruguayí na penalty. Odehrál zde celkem 5 zápasů (3 v základní skupině B, osmifinále a čtvrtfinále).
V A-týmu Francie debutoval 15. listopadu 2000 v Istanbulu proti domácí reprezentaci Turecka (výhra 4:0), kde nastoupil v 78. minutě. Zpočátku byl v národním týmu pouze náhradníkem, neboť na svém postu měl silnou konkurenci v osobě dlouholetého úspěšného francouzského reprezentanta Liliana Thurama. S týmem vyhrál dvakrát Konfederační pohár FIFA (v letech 2001 a 2003).

### Mistrovství Evropy 2004
Zúčastnil se Mistrovství Evropy 2004, kam jej nominoval trenér Jacques Santini. V prvním ostře sledovaném utkání s rivalem Anglií se dostal na hřiště až v 78. minutě, Francie dokázala v nastaveném čase zvrátit nepříznivý stav dvěma góly Zinedina Zidana na konečných 2:1. Proti Chorvatsku se opět dostal do hry před koncem zápasu, v 81. minutě (remíza 2:2). V posledním zápase v základní skupině B proti Švýcarsku odehrál první poločas (výhra 3:1). Do čtvrtfinále s Řeckem nezasáhl, Francie podlehla pozdějšímu vítězi šampionátu 0:1.

### Mistrovství světa 2006
Reprezentační trenér Francie Raymond Domenech jej postavil v zápasech základní skupiny na Mistrovství světa 2006, nejprve proti Švýcarsku (0:0, Sagnol dostal žlutou kartu), 18. června s Jižní Koreou (1:1) a 23. června proti Togu (výhra 2:0). Francie skončila s 5 body na druhé příčce tabulky základní skupiny G za Švýcarskem a postoupila do osmifinále.
27. června v osmifinále byl u pokoření Španělska 3:1 a ve čtvrtfinále proti Brazílii dostal druhou žlutou kartu. Francie zvítězila 1:0, stejný výsledek se zrodil i v semifinále s Portugalskem. Sagnol si tak zahrál památné finále 9. července proti Itálii, kde ale vítězné tažení Francie skončilo. Po výsledku 1:1 po prodloužení následoval penaltový rozstřel, který Francie prohrála v poměru 3:5. Sagnol svůj pokus proměnil. V tomto zápase, který se do historie zapsal střetem Zinedina Zidana a Marca Materazziho, zároveň Sagnol dostal svou třetí žlutou kartu na turnaji. Celkově se na šampionátu prezentoval ve velice příznivém světle, v defensivě byl jistý a dokázal přispět kvalitními centry i k útoku.

### Mistrovství Evropy 2008
Na EURU 2008 konaném ve Švýcarsku a Rakousku Francie nebyla úspěšná, vypadla již v základní skupině C („skupina smrti“ - nejtěžší základní skupina na turnaji) po remíze 0:0 s Rumunskem a porážkách 1:4 s Nizozemskem a 0:2 s Itálií. Sagnol nastoupil v utkáních proti Rumunsku a Nizozemsku, proti Itálii již nehrál. Zápas s Nizozemskem 13. června 2008 tak byl jeho posledním reprezentačním střetnutím v kariéře.